# Nueva América
Nueva América är en ort i Mexiko.   Den ligger i kommunen Amatenango de la Frontera och delstaten Chiapas, i den sydöstra delen av landet, 900 km sydost om huvudstaden Mexico City. Nueva América ligger 1 725 meter över havet och antalet invånare är 177.
Terrängen runt Nueva América är mycket bergig. Runt Nueva América är det ganska tätbefolkat, med 108 invånare per kvadratkilometer. Närmaste större samhälle är Miguel Hidalgo, 4,7 km norr om Nueva América. I omgivningarna runt Nueva América växer huvudsakligen savannskog.